# Bothrynoderes
Bothrynoderes är ett släkte av skalbaggar som beskrevs av Carl Johan Schönherr 1823. Bothrynoderes ingår i familjen vivlar.
Släktet innehåller bara arten Bothrynoderes affinis.